# 三田牛
三田牛（さんだぎゅう）は、但馬牛として生まれ育った子牛を三田肉流通推進協議会が指定した生産農家が家畜市場で入手し肥育した牛、およびそれを三田食肉センターで解体処理し同協議会の基準に合格した牛肉を指す。
牛肉として流通する段階では「三田肉」との呼称となるが、飲食店などで供される段階では「三田牛」との名称も見られる。

## 定義
但馬牛の子牛を、三田肉流通振興協議会が指定した生産農家（多くは兵庫県三田市とその周辺に分布）で25ヶ月以上育成し、三田食肉センターで解体処理した月齢30ヶ月以上の牛を「三田牛」と定義している。
日本食肉格付協会の格付けを用いた呼称制限がないため、肉質等級が最低の1であっても「三田肉」・「三田牛」を名乗ることが出来る。
2007年には特許庁から「三田肉・三田牛」を地域団体商標とする申請が認められた。

## 歴史
現三田市周辺の旧有馬郡には、三田藩、幕府御三卿の田安家、御所などの領地があり、米の生産地で農耕用や荷役用の牛が飼育されていた。特に年貢米を運ぶ荷役牛が痩せているのはお家の恥として、牛を太らせる飼育方法を行っていた。開国により神戸港が開港すると、外国人居留地ができ外国人の食用として肉の需要が生まれたが、当時の日本では食用の牛の飼育は行っていなかったため、明治維新で年貢米を収めることがなくなり余っていた三田の荷役牛を食用にしたところ、太らせる飼育方法で霜降り肉だった三田牛は美味しいと絶賛され、神戸の食肉業者がこぞって三田の牛を買い付けた。このことから世界に知られる神戸ビーフの元祖は三田牛の肉だったと言われる。
近代になると食肉を主目的とする生産が始まり、一部の畜産農家では神戸ビーフ（神戸牛）としての販売を目指した肥育もおこなわれるようになった。こうした中、三田市で肥育された但馬牛が「神戸ビーフ」のブランドに埋没していく危機感から、1986年に三田肉流通振興協議会が設立された。
同様に兵庫県下の部分地域で但馬牛の一部を地理的表示によりブランド化している例として、黒田庄和牛や淡路ビーフ、丹波篠山牛などが挙げられる。

## ミシュランガイド東京2008
ミシュランガイド東京2008では、御成門にある三田牛専門のステーキ懐石料理店「麤皮（あらがわ）」が紹介されており、三田牛を「年間千頭しか生産されないという厳選された素材」「思わず自然の恵みに感謝したくなる」と絶賛している。